# Taxila zemara
Taxila zemara är en fjärilsart som beskrevs av Butler 1870. Taxila zemara ingår i släktet Taxila och familjen Riodinidae. Inga underarter finns listade i Catalogue of Life.